# 阿尔贝格 (伯尔尼州)

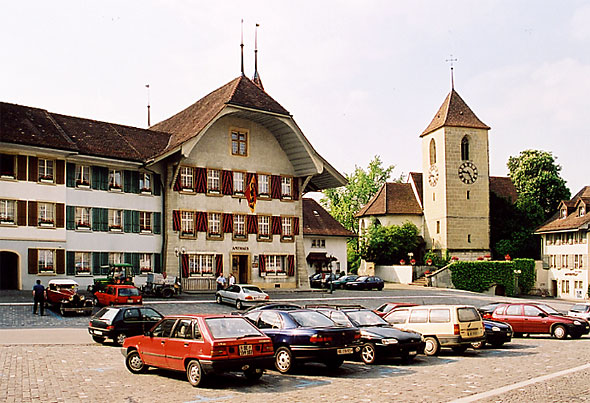

阿爾柏（德語：Aarberg）是瑞士的城鎮，位於該國西北部阿勒河畔，距離首府伯恩20公里，由伯恩州負責管轄，面積7.91平方公里，海拔高度455米，2010年人口4,088，其中七成居民信奉基督教。

## 外部連結
- Official website （页面存档备份，存于） （德文）
- de: Schloss Aarberg （页面存档备份，存于）
- Aarberg Tourism (limited English Content)